# Epidendrum falcatum
Epidendrum falcatum är en orkidéart som beskrevs av John Lindley. Epidendrum falcatum ingår i släktet Epidendrum och familjen orkidéer. Inga underarter finns listade i Catalogue of Life.

## Bildgalleri

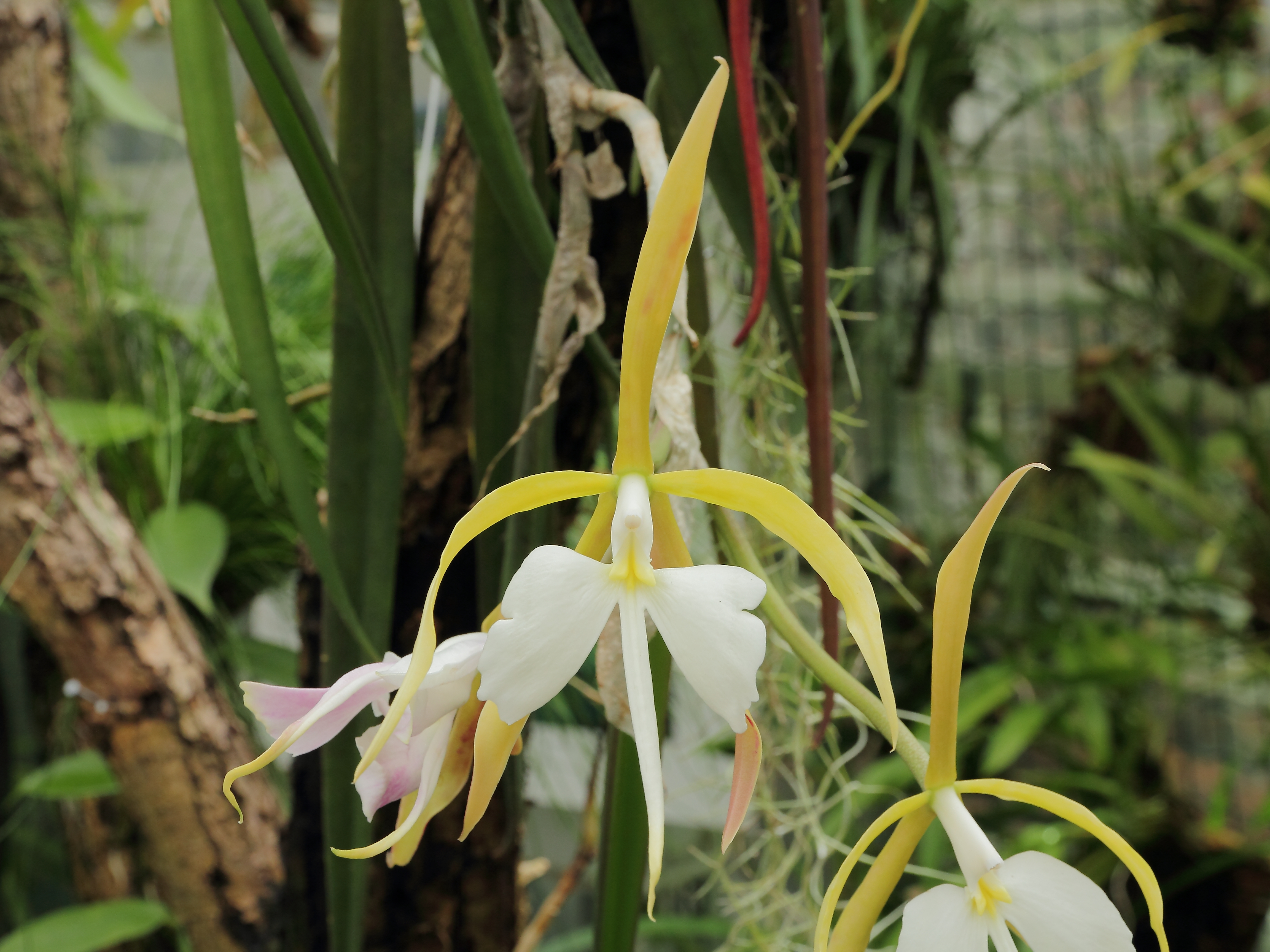
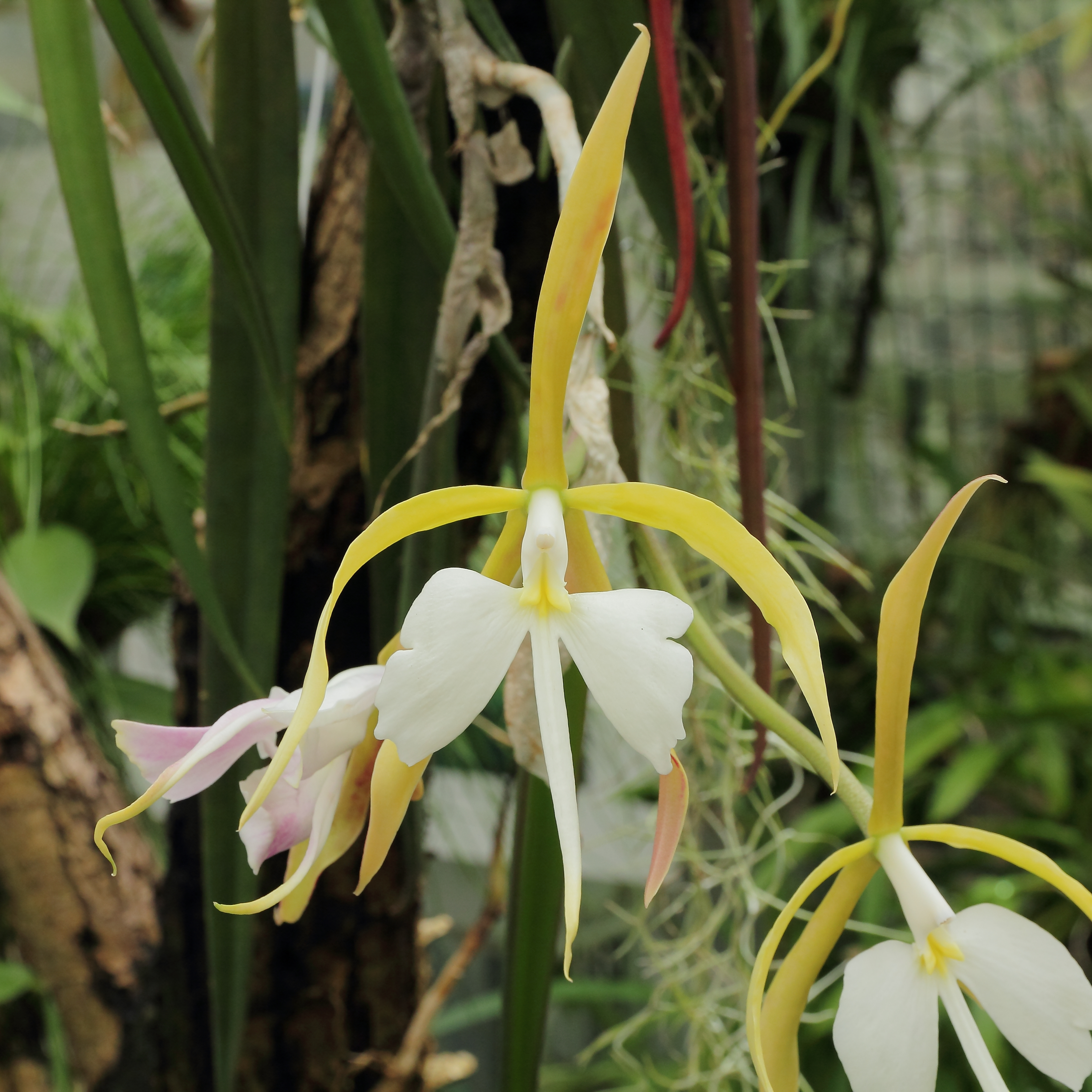